# زمین‌لرزه پاکستان
زمین‌لرزه پاکستان ممکن است به یکی از موارد زیر اشاره داشته باشد:
- زمین‌لرزه ۱۹۶۶ پاکستان
- زمین‌لرزه ۱ نوامبر ۲۰۰۲ پاکستان
- زمین‌لرزه ۱۹۸۱ پاکستان
- زمین‌لرزه ۲۰۰۴ پاکستان
- زمین‌لرزه ۱۹۹۷ پاکستان
- زمین‌لرزه ۱۹۰۹ پاکستان
- زمین‌لرزه ۱۹۹۲ پاکستان
- زمین‌لرزه ۲۰ نوامبر ۲۰۰۲ پاکستان
- زمین‌لرزه ۲۰۰۸ پاکستان
- زمین‌لرزه ۱۹۳۱ پاکستان
- زمین‌لرزه ۱۹۷۲ پاکستان
- زمین‌لرزه ۱۹۹۰ پاکستان